# SS Dronning Maud
Le SS Dronning Maud était un navire à passagers à coque en acier construit en 1925 par le chantier naval norvégien Fredrikstad Mekaniske Verksted à Fredrikstad. Il avait été commandé par la société Det Nordenfjeldske Dampskipsselskap basée à Trondheim pour le service de passagers et de fret Hurtigruten le long de la côte norvégienne. Il a servi cette route comme navire amiral de la compagnie jusqu'à ce qu'il soit coulé dans des circonstances controversées lors de la campagne de Norvège de 1940.

## Caractéristiques
Avec la construction du Dronning Maud, un nouveau concept a été introduit sur les navires Hurtigruten, avec la section de première classe déplacée vers le milieu du navire et la deuxième classe complètement supprimée afin de faire place à une troisième classe grandement améliorée dans la section arrière. Son apparence était caractérisée par de longues lignes épurées, une grande superstructure et un long pont de promenade continu.

## Seconde guerre mondiale
Dans les mois qui ont suivi le déclenchement de la Seconde Guerre mondiale, le Dronning Maud est resté dans le service de passagers habituel. Le 1er janvier 1940, il est impliqué dans un incident dramatique lorsqu'il assiste une centaine de passagers et 45 membres d'équipage à bord du cargo allemand Johann Schulte, en détresse. Celui-ci, chargé de minerai de fer, avait perdu son hélice dans une tempête près du Phare de Buholmråsa sur la côte d'Osen. Peu de temps après avoir récupéré les naufragés, le Johann Schulte a heurté un récif et a coulé. Les Allemands sont débarqués à Rørvik, tandis que les deux pilotes font le reste du voyage vers le nord.

### Transport de troupes
Lorsque la Wehrmacht occupa la Norvège le 9 avril 1940, le navire effectuait un voyage de Sandnessjøen à Kirkenes dans le Finnmark. Après son arrivée, le Dronning Maud a été demandé par le gouvernement norvégien comme navire de transport de troupes. Lors de sa première mission, il a amené le 1er Bataillon d'Infanterie Regiment 12 (I./IR12) de Sør-Varanger à Tromsø. Le 16 avril 1940, il quitte Sjøvegan sous l'escorte du croiseur lourd britannique Berwick et du destroyer Inglefield.
Lors de sa deuxième mission, il a transporté l'état-major, une unité d'infanterie ainsi que des opérateurs radio et des artilleurs du bataillon Alta de la 6e division norvégienne d'Alta dans le Finnmark à Narvik. Le reste du bataillon était transporté par les navires Kong Harald et Senja. Après avoir terminé ces services de troupes, il a été décidé d'utiliser le Dronning Maud pour le transport de la 6e unité médicale militaire de Sørreisa à Gratangen. Pendant les préparatifs de cette mission, un drapeau de la Croix-Rouge de trois mètres sur trois a été tendu sur le tablier du pont, d'autres drapeaux étaient également hissés sur les deux mâts. La tâche du Dronning Maud était de transporter un groupe d'ambulanciers paramédical de 119 personnes, huit chevaux et trois camions.

### Naufrage

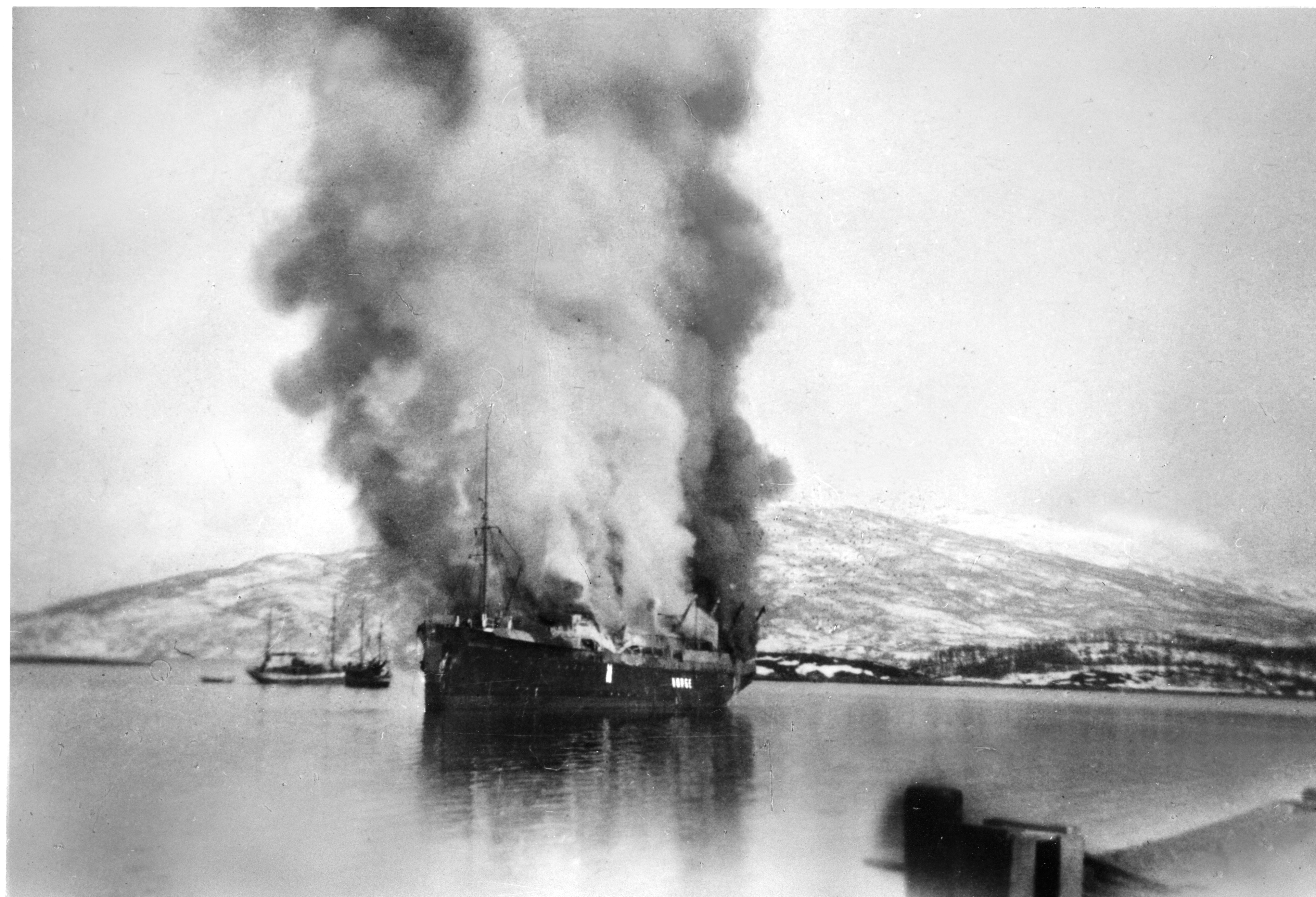
Dronning Maud en flamme après l'explosion de la bombe Le 1er mai 1940 vers

Le Dronning Maud quitta Sørreisa et arriva trois à quatre heures plus tard à Foldvik sur la rive sud du Gratangsfjord. Lorsque le navire a voulu accoster, il a été attaqué par trois bombardiers Heinkel He 111 du groupe I de la Lehrgeschwader 1 de l'armée de l'air allemande en vol bas avec des bombes et des mitrailleuses. Deux des sept bombes larguées étaient des coups directs. Le premier a frappé le navire entre le pont et l'entonnoir et a explosé dans la salle des machines, emportant les flancs du navire. Le deuxième a touché juste derrière l'écoutille avant et a explosé dans la coque.
Les passagers et l'équipage ont tenté de quitter le navire, mais seuls quelques canots de sauvetage ont pu être mis à l'eau en raison de l'incendie qui s'est déclaré. L'incendie menaçait également de se propager à la jetée en bois. Pour éviter cela, le Dronning Maud en feu a été tiré par un cotre de pêche, a dérivé un peu, puis s'est échoué et a coulé lourdement à bâbord. Après cette attaque, les bombardiers ont également largué des bombes sur le village voisin d'Urstein, détruisant plusieurs bâtiments et tuant deux civils.
Dix passagers et huit membres d'équipage du Dronning Maud, dont quatre femmes, ont été tués dans l'attaque. Les survivants, dont certains ont été grièvement blessés, ont d'abord été pris en charge par l'équipage du navire-hôpital Elieser. Les blessés graves ont été amenés à Harstad par le destroyer britannique Cossack dans la soirée, tandis que les moins blessés ont été transportés à Salangsverk par l'Elieser.
Le naufrage du Dronning Maud, un navire marchand non armé battant pavillon de la Croix-Rouge et avec du personnel médical à bord, a suscité beaucoup de colère et de critiques contre les Allemands. D'un point de vue norvégien, le Dronning Maud était un navire-hôpital protégé par les Conventions de Genève. Les Allemands se sont opposés au fait que le navire ne pouvait pas être pleinement reconnu comme un navire-hôpital, car la coque était toujours noire et non peinte en blanc avec une bande verte, comme c'est le cas pour un navire-hôpital.

### L'épave
L'épave du Dronning Maud n'a jamais été renflouée et repose debout sur la quille près de Foldvik dans des eaux de 26 à 35 mètres de profondeur. Il est facile à plonger et peut être facilement contourné en une seule plongée. Le bord supérieur de la poupe est à 32 m de profondeur d'eau, l'étrave à 25 m. À cause de cette profondeur, un palier de décompression est inévitable. Un bateau est nécessaire pour se rendre sur le site de l'épave.

### Liens connexes
- Liste des navires-hôpitaux coulés pendant la Seconde Guerre mondiale